# 山本格
山本 格（やまもと いたる、10月4日 - ）は、日本の元男性声優。新潟県出身。アイムエンタープライズに所属していた。

## 略歴
文学座附属演劇研究所、映像テクノアカデミア出身。
2010年4月1日よりアイムエンタープライズに所属。
2024年9月22日、アイムエンタープライズは同年9月14日付で重大な契約違反が認められたことからマネジメント契約を解除したことを報告。また、今後の芸能活動についても廃業となったことも併せて発表された。

## 人物
趣味であるスポーツとしてサッカー、野球、卓球、水泳をそれぞれ挙げている。特技としてトロンボーンを挙げている。
教員免許所有。専攻は英語であるが、新潟の教員採用試験を受けた際、1日目の筆記試験を終え2日目の面接会場に行った時、自分以外の受験生が待合室で勉強をしていたため「筆記試験終わったのになんで勉強してんだ?今日面接だけだろ?」と一人だけ何もせずに座っていた。面接が始まると面接官から全て英語で質問をされ、英語での面接ということを知らずほとんど聞き取ることができなかった。その後の模擬授業の対策もしていなかったため質問に全く答えられず、恥ずかしくなり「もう良いですか?」と自分から面接を打ち切ったという。試験結果は当然ながら最低のC判定だった。その他の資格は普通自動車免許、普通自動二輪免許を持っている。
お化け屋敷に入ったことがないほどホラーが苦手であり、外国映画の吹き替え仕事をする際はホラー演出のあるシーンは画面を見ずヘッドフォンを外して台本チェックをするという。
仲のいい声優は松岡禎丞で、先輩声優ではあるがタメ口やきついツッコミを言い合える仲である。新型コロナウイルスの流行で声優業界全体に長期的な休みが発生した際に松岡に「FF14に戻ってきませんか？」といって高額のゲーミングPCを半強制的に購入させたという。その流れで松岡とともに事務所マネージャーに許可を取り付けて新型コロナウイルス対策による自粛期間中に「『松岡禎丞＆山本格』のゲーム実況仮メン」というタイトルでYouTube活動を行っている。

## 後任
山本の廃業に伴い、持ち役を引き継いだ人物は以下の通り。
| 後任       | 役名             | 作品                                                               | 後任の初担当作品                                                          |
| ---------- | ---------------- | ------------------------------------------------------------------ | ------------------------------------------------------------------------- |
| 上田燿司   | サウンドウェーブ | 『トランスフォーマー/ONE』日本語吹替版                             | 2024年10月4日以降                                                         |
| 利根健太朗 | マッドモール     | 『FAIRY TAIL 100年クエスト』                                       | 第14話                                                                    |
| 間宮康弘   | エルニゲス       | 『BLUE PROTOCOL』                                                  | アップデート後                                                            |
| 丹沢晃之   | トン（ガストン） | 『Re:ゼロから始める異世界生活』                                    | 3rd season                                                                |
| 丹沢晃之   | サモン           | 『ソードアート・オンライン オルタナティブ ガンゲイル・オンライン』 | 第2期                                                                     |
| 山根雅史   | アイコー・ザン   | 『機動戦士ガンダム 鉄血のオルフェンズ ウルズハント』               | 『機動戦士ガンダム 鉄血のオルフェンズ ウルズハント -小さな挑戦者の軌跡-』 |

## 出演
太字はメインキャラクター。

### テレビアニメ
2011年
- 快盗天使ツインエンジェル〜キュンキュン☆ときめきパラダイス!!〜（ドロボウ髭、司会）
- 神様のメモ帳（手下A、組員）
- 銀魂'（看守C）
- 灼眼のシャナIII（“煬煽”ハボリム、フレイムヘイズA）
- 探偵オペラ ミルキィホームズ シリーズ（2011年 - 2015年、警察署職員、看守、誘拐犯、除幕式の司会者、魔神、ハゲガチョウ 他） - 3シリーズ + 特別編
- 猫神やおよろず（部下）
- 花咲くいろは（市場の店主）
- Fate/Zero（アサシン）
- ベン・トー（古狼、江戸っ子半額神、狼、医者2）
- 僕は友達が少ない（2011年 - 2013年、担任の先生、男子生徒A、数学教師、男、ワラスボ兵士 他） - 2シリーズ
- 魔乳秘剣帖（追っ手、茶屋のおやじ、主人、男）

2012年
- あらしのよるに 〜ひみつのともだち〜（オオカミ2）
- うぽって!!（カメラマン）
- AKB0048（2012年 - 2013年、兵士A、パパコック、WOTA B、DES兵、司会 他） - 2シリーズ
- カンピオーネ! 〜まつろわぬ神々と神殺しの魔王〜（高木、男子生徒、死せる従僕A）
- 機動戦士ガンダムAGE（ジョセ・マリス、レスキュー隊員）
- クイーンズブレイド リベリオン（海の男A）
- PSYCHO-PASS サイコパス（2012年 - 2013年、工場作業員、男）
- さくら荘のペットな彼女（ナルセミートのおじさん、屋台のおやじ）
- ジョジョの奇妙な冒険（2012年 - 2013年、東洋人、警官B、男A、吸血鬼A）
- じょしらく（医者、歌舞伎者1）
- 好きっていいなよ。（おじさん）
- 絶園のテンペスト（部下B、部下）
- ゼロの使い魔F（ジャック、騎士C）
- TARI TARI（TV番組音声）
- マブラヴ オルタネイティヴ トータル・イクリプス（父：息子、機長、軍曹A、大尉、司令官 他）
- ハイスクールD×D（怪人）
- モーレツ宇宙海賊（弁天丸クルー、通行人、船長、背広の男、ビスク員 他）
- リトルバスターズ!（2012年 - 2013年、男子生徒B、生徒C、男性A） - 2シリーズ
- 輪廻のラグランジェ（現田克己、ホロジュビ、カカメル、コタファンス、ハムジレット 他） - 2シリーズ
- ルパン三世 東方見聞録 〜アナザーページ〜（記者3）

2013年
- RDG レッドデータガール（柴田）
- 有頂天家族（2013年 - 2017年、天狗A、長老B、園城寺権三郎） - 2シリーズ
- 俺の彼女と幼なじみが修羅場すぎる（先生）
- きんいろモザイク（TV音声）
- クレヨンしんちゃん（2013年 - 2024年、スーパーの店員、ブラックタートルII世、別府、雲オーグ、大館 他）
- ゴールデンタイム（2013年 - 2014年、司会、担任、警察官1、お客、四年生B 他）
- COPPELION（第三師団隊員、ステルス乗員、パイロット、第一師団隊員）
- 琴浦さん（医師B、森谷父、イエティ、男B、犬の散歩をしているおじさん）
- さくら荘のペットな彼女（教師B、教師C）
- 翠星のガルガンティア（パイロット、住人、ピニオンの仲間）
- ストライク・ザ・ブラッド（2013年 - 2014年、獣人、分隊長、司書、専務）
- 絶園のテンペスト（アナウンサー）
- 戦姫絶唱シンフォギア シリーズ（2013年 - 2015年、ネフィリム、米軍将校、チンピラ、エージェント、操縦士A 他） - 2シリーズ
- D.C.III 〜ダ・カーポIII〜
- たまゆら〜もあぐれっしぶ〜（船長）
- 超次元ゲイム ネプテューヌ THE ANIMATION（スライヌ）
- とある科学の超電磁砲S（不良、学生）
- 凪のあすから（2013年 - 2014年、青年会A、芸人A、祭り客、シシオの漢）
- 変態王子と笑わない猫。（先生B）
- WHITE ALBUM2（男性指導部長）
- 機巧少女は傷つかない（警備員A）
- ミス・モノクローム -The Animation-（2013年 - 2015年、滝下プロデューサー、プロレス勧誘男、カメラマン） - 3シリーズ
- 夜桜四重奏 〜ハナノウタ〜（町の人）
- ロウきゅーぶ!SS（審判）

2014年
- アルドノア・ゼロ（2014年 - 2015年、軍曹、パイロット、艦長、地球連合軍参謀、プレヴァンリーダー 他）
- エスカ&ロジーのアトリエ 〜黄昏の空の錬金術士〜（街人）
- M3〜ソノ黒キ鋼〜（警官B、参列者A）
- ガイストクラッシャー（門下生B）
- 彼女がフラグをおられたら（歩行者A、七徳院B、部員、サラリーマンB）
- ガンダム Gのレコンギスタ（2014年 - 2015年、クレン・モア、ジロンド隊副隊長、パイロット、ジャン・ビョン・ハザム、ガランデン副長 他）
- 健全ロボ ダイミダラー（ペンギンコマンド）
- 山賊の娘ローニャ（兵士、ボルカ山賊）
- 白銀の意思 アルジェヴォルン（タニタ・コウジ）
- SHIROBAKO（2014年 - 2015年、カウボーイ、尾之上将人、就活生、オペレーター、監督）
- 神撃のバハムート GENESIS（衛兵）
- 精霊使いの剣舞（アダマンティン）
- selector infected WIXOSS（一衣の父）
- ドラえもん（テレビ朝日版第2期）（2014年 - 2019年、原始人D、ディレクター、町人(3)、役人、密猟者B 他）
- 七つの大罪（2014年 - 2018年、男D、ダンベルバス） - 2シリーズ
- ノーゲーム・ノーライフ（盗賊）
- ノブナガ・ザ・フール（シンゲンの側近、密偵、砲術長、兵士B、竜の声A）
- 魔法科高校の劣等生（2014年 - 2024年、男子生徒、生徒、壬生勇三、アナウンサー、無頭竜幹部、渡久地） - 2シリーズ + スペシャル
- 龍ヶ嬢七々々の埋蔵金（担任教師）

2015年
- アルスラーン戦記（兵士、武将、動物使い、ヘイルターシュ）
- 機動戦士ガンダム 鉄血のオルフェンズ（2015年 - 2016年、ギャラルホルン兵士、アリアンロッド艦隊司令官）
- GANGSTA.（医者）
- Classroom☆Crisis（部下）
- GATE 自衛隊 彼の地にて、斯く戦えり（2015年 - 2016年、グレイ・コ・アルド、柘植修、デュシー） - 2シリーズ
- コメット・ルシファー（重鎮）
- 下ネタという概念が存在しない退屈な世界（理事長）
- Charlotte（監視員A）
- 純潔のマリア（ファルスタッフ、砲兵親方、イングランド兵A、マーセル、フランス兵）
- 食戟のソーマ（2015年 - 2017年、部下C、マクフリー医師、審査員、審査員A） - 2シリーズ
- ジョジョの奇妙な冒険 スターダストクルセイダース（ゲーム音声）
- 聖剣使いの禁呪詠唱（喫茶店の店主）
- 長門有希ちゃんの消失（タクシー運転手）
- ビキニ・ウォリアーズ（魔王）
- ミカグラ学園組曲（評論家）
- 落第騎士の英雄譚（ヤキン）

2016年
- Re:ゼロから始める異世界生活（トン） - 2020年に第1期新編集版が放送
- アクティヴレイド -機動強襲室第八係-（アナウンス）
- 亜人（警官、チンピラ、コウマ陸佐）
- Occultic;Nine -オカルティック・ナイン-（篠山刑事）
- おしえて! ギャル子ちゃん（日本史教師）
- 機動戦士ガンダムUC RE:0096（整備兵）
- 斉木楠雄のΨ難（警察官、前総長、不良A、冨吉）
- 最弱無敗の神装機竜（町の人）
- 終末のイゼッタ（祭司）
- 少女たちは荒野を目指す（伊東マネージャー）
- ジョジョの奇妙な冒険 ダイヤモンドは砕けない（ゲーム実況）
- 装神少女まとい（霊媒師）
- タイムボカン24（頑固親父）
- タブー・タトゥー（セオドア・ウィルソン）
- ディバインゲート（ヒロトの父）
- Dimension W（警備員、リサイクル屋）
- ドリフターズ（コボルト兵）
- ねじ巻き精霊戦記 天鏡のアルデラミン（デインクーン・ハルグンスカ）
- プリンス・オブ・ストライド オルタナティブ（長塚乃彦）
- 文豪ストレイドッグス（2016年 - 2023年、男性職員C、文の父） - 2シリーズ
- ヘヴィーオブジェクト（クックマン）
- 魔法少女育成計画（亜子の父）
- 迷家-マヨイガ-（住職、係官）
- 無彩限のファントム・ワールド（ボス）
- モンスターハンター ストーリーズ RIDE ON（2016年 - 2018年、ストーン）

2017年
- アリスと蔵六（ジョー・M・タチバナ）
- BORUTO-ボルト- -NARUTO NEXT GENERATIONS-（コマメ）
- 妖怪アパートの幽雅な日常（シガー、犬族の使者）
- 魔法陣グルグル（ライライ）
- キノの旅 -the Beautiful World- the Animated Series（友人）

2018年
- グランクレスト戦記（ラドヴァン・トーリアス）
- キリングバイツ（柴山）
- デビルズライン（刑事）
- ゴールデンカムイ（妓夫太郎）
- ソードアート・オンライン オルタナティブ ガンゲイル・オンライン（サモン〈初代〉）
- 覇穹 封神演義（白天君〈男〉）
- ガンダムビルドダイバーズ（ホーク）
- 天狼 Sirius the Jaeger（鞍岳郷一郎、人造兵器鞍岳）
- ゆらぎ荘の幽奈さん（洩寛）
- はたらく細胞（腸炎ビブリオ）
- 転生したらスライムだった件（2018年 - 2024年、ベルヤード） - 2シリーズ

2019年
- 荒野のコトブキ飛行隊（フェルナンド内海）
- かぐや様は告らせたい〜天才たちの恋愛頭脳戦〜（2019年 - 2022年、校長） - 3シリーズ
- とある魔術の禁書目録III（ディグルヴ）
- 忍たま乱太郎（2019年 - 2024年、配達員、浜のひいじいさん、剣士 他）
- ワンパンマン（ニガムシ）
- 炎炎ノ消防隊（ハラン）
- Dr.STONE（玄武）

2020年
- 映像研には手を出すな!（教師）
- 白猫プロジェクト ZERO CHRONICLE（隊長）
- 神之塔 -Tower of God-（クルダン）
- 名探偵コナン（堀田泉〈山嵐〉）
- NOBLESSE -ノブレス-（ゲシュテル・K・ランデグル）

2021年
- 回復術士のやり直し（ミルラの父、オーク）
- ヴァニタスの手記（2021年 - 2022年、オルロック） - 2シリーズ
- 出会って5秒でバトル（ミイラ男、ニャオン）
- 魔法科高校の優等生（実況、アナウンス）
- 86-エイティシックス-（2021年 - 2022年、ベルント・ベルノルト）
- 世界最高の暗殺者、異世界貴族に転生する（トラン）

2022年
- 天才王子の赤字国家再生術（フシュターレ）
- 理系が恋に落ちたので証明してみた。r=1-sinθ（担当編集、奏の祖父）

2023年
- 火狩りの王（2023年 - 2024年、朱一、クヌギ） - 2シリーズ
- あやかしトライアングル（爛）
- アルスの巨獣（ディーゲル）
- シュガーアップル・フェアリーテイル（ダウニング伯爵） - 2シリーズ
- この素晴らしい世界に爆焔を!（ホースト）
- 天国大魔境（不滅教団）
- 無職転生 II 〜異世界行ったら本気だす〜（パトリス）
- アンデッドガール・マーダーファルス（ヴィクター）
- ポーション頼みで生き延びます!（アダン伯爵）

2024年
- 異修羅（光暈牢のユカ）
- バーテンダー 神のグラス（神嶋）
- 神は遊戯に飢えている。（使徒、ラグ）
- 終末トレインどこへいく?（ラガーマン）
- Unnamed Memory（エドガルド）
- FAIRY TAIL 100年クエスト（マッドモール〈初代〉）
- 異世界失格（ゴメス）
- なぜ僕の世界を誰も覚えていないのか?（ラファエロ）

### 劇場アニメ
2012年
- 青の祓魔師 ―劇場版―
- コードギアス 亡国のアキト 第1・2章（2012年 - 2013年、ブリタニア兵A、EU軍将校）

2013年
- 劇場版 とある魔術の禁書目録 -エンデュミオンの奇蹟-（副機長）
- 劇場版 花咲くいろは HOME SWEET HOME（電力会社職員）
- BAYONETTA Bloody Fate（節制テンパランチア）

2014年
- 劇場版 TIGER & BUNNY -The Rising-（強盗犯）
- モーレツ宇宙海賊 ABYSS OF HYPERSPACE -亜空の深淵-

2015年
- アキの奏で（団長）

2017年
- 劇場版 魔法科高校の劣等生 星を呼ぶ少女（研究員）

2018年
- クレヨンしんちゃん 爆盛!カンフーボーイズ〜拉麺大乱〜（研究員B）

2019年
- Gのレコンギスタ I - III（2019年 - 2021年、クレン・モア） - 3作品

2020年
- 劇場版 SHIROBAKO（尾之上将人）
- クレヨンしんちゃん 激突! ラクガキングダムとほぼ四人の勇者（逃げる市民）

2021年
- クレヨンしんちゃん 謎メキ!花の天カス学園（バイク不良A）
- 劇場版 呪術廻戦 0（総監部）

2022年
- クレヨンしんちゃん もののけニンジャ珍風伝（大福忍者）

2024年
- クレヨンしんちゃん オラたちの恐竜日記

### OVA
- クイーンズブレイド 新たなる師弟、新たなる闘い（2011年、家臣）※『クイーンズブレイド プレミアムビジュアルブック』同梱のOVA
- 機動戦士ガンダムUC（2012年、整備兵）
- ハイスクールD×D（2012年、はぐれ悪魔）※小説第13巻BD付限定版
- HELLSING（2012年、機関員[27]）
- 輪廻のラグランジェ（2012年 - 2014年、ゲーム内音声、グ・ツロキ） - 2シリーズ[一覧 19]
- 翠星のガルガンティア（2013年、神官）※Blu-ray BOX 3収録OVA
- ロウきゅーぶ!（2013年、魚屋の店主）※PSPソフト『ロウきゅーぶ! ひみつのおとしもの』限定版同梱のDVD
- 翠星のガルガンティア 〜めぐる航路、遥か〜 前編（2014年、ピニオンの仲間）

### Webアニメ
- モンスターストライク（2015年 - 2016年、フォックスメタル、アルミラージ、仙台チームD）
- いたずら魔女と眠らない街（2017年、ミスターエンパイア[28]）
- 攻殻機動隊 SAC_2045（2020年、コグレコージ）
- 範馬刃牙（2021年、自称ファースト）
- 爆丸エボリューションズ（2022年、悪党A）
- T・Pぼん（2024年、ミルティアデス）

### ゲーム
2010年
- 超次元ゲイム ネプテューヌ

2012年
- AKIBA'S TRIP PLUS（男性街キャラクター）
- 俺の妹がこんなに可愛いわけがない ポータブルが続くわけがない

2013年
- ティアーズ・トゥ・ティアラII 覇王の末裔（古参兵B）

2014年
- あやかしごはん（獏）
- DYNAMIC CHORD feat.[reve parfait]（ジンさん〈立川陣平〉）

2015年
- 幻獣契約クリプトラクト（ミゲルバッハ）
- ジョジョの奇妙な冒険 アイズオブヘブン（東洋人）
- 戦魂-SENTAMA-（大友宗麟）
- プリンス・オブ・ストライド（長塚乃彦、安堂久仁雄）

2016年
- エンドライド -X fragments-（ゼウス）
- クイズRPG 魔法使いと黒猫のウィズ（アトキンス）
- スカルガールズ 2ndアンコール（レヴァイアサン）

2017年
- ラジアントヒストリア パーフェクトクロノロジー（ベルガ）
- ファイナルファンタジーXIV：蒼天のイシュガルド（グリーンワート）

2018年
- グランドチェイス-次元の追跡者（デュラハン）

2019年
- チョコボの不思議なダンジョン エブリバディ!（ゲイル市長）
- ファイナルファンタジーXIV：漆黒のヴィランズ（ルナル）

2020年
- 仁王2（真柄直隆、加藤段蔵）
- OCTOPATH TRAVELER 大陸の覇者

2021年
- Re:ゼロから始める異世界生活 偽りの王選候補（トン）
- 鬼滅の刃 ヒノカミ血風譚
- ソード＆ブレイド（左冷禅）

2022年
- チョコボGP（カミラパパ）
- ジョジョの奇妙な冒険 オールスターバトルR（東洋人）
- 英雄伝説 黎の軌跡 II -CRIMSON SiN-（ギエン・ルウ）
- 機動戦士ガンダム 鉄血のオルフェンズG（アイコー・ザン）

2023年
- 信長の野望 出陣（相良義陽、服部半蔵、水野勝成）

2024年
- 呪術廻戦 戦華双乱
- BLUE PROTOCOL（エルニゲス〈初代〉）
- メタファー：リファンタジオ

### ドラマCD
- 日々蝶々（空手部主将）※『マーガレット』2014年24号・2015年1号付録

### 吹き替え

#### 映画（吹き替え）
2011年
- インシディアス（タッカー〈アンガス・サンプソン〉）
- スピーク（ドイル〈トム・サイズモア〉）
- パーフェクト・ホスト 悪夢の晩餐会（ヴァルデス〈ジョセフ・ウィル〉）
- フェア・ゲーム（ジム・パビット〈ブルース・マッギル〉）
- ミート・ザ・ペアレンツ3
- レイン・オブ・アサシン

2012年
- バッドトリップ! 消えたNO.1セールスマンと史上最悪の代理出張（ゲイリー〈ロブ・コードリー〉）

2013年
- ハンガー・ゲーム2（ブルータス）

2014年
- エリア0〈ゼロ〉（ピーター・モリス）
- 人生はマラソンだ!（キース〈フランク・ラメルス〉）
- ヘラクレス（デメトリウス）

2015年
- しあわせはどこにある（ディエゴ・バレスコ〈ジャン・レノ〉）
- 転落の銃弾（サイモン〈ジェフリー・ライト〉）
- ピクセル（宇宙人オーツ）

2016年
- インシディアス 序章（タッカー〈アンガス・サンプソン〉）
- パラノーマル・アクティビティ5（マイク〈ダン・ギル〉）

2017年
- ウォー・ドッグス（ラルフ・スラツキー〈ケヴィン・ポラック〉）

2018年
- インシディアス 最後の鍵（タッカー〈アンガス・サンプソン〉）
- ローガン・ラッキー（ジミー・ローガン〈チャニング・テイタム〉）

2019年
- クリード 炎の宿敵（ヴィクター・ドラゴ〈フロリアン・ムンテアヌ〉）

2020年
- ブラック アンド ブルー（ダリウス〈マイク・コルター〉）

2022年
- バイオハザード: ウェルカム・トゥ・ラクーンシティ（ケビン・ドゥーリー〈ディラン・テイラー〉）

#### ドラマ
2007年
- ギルモア・ガールズ

2009年
- しあわせの処方箋

2010年
- シンデレラのお姉さん

2011年
- ATHENA -アテナ-
- 根の深い木 〜世宗大王の誓い〜

2012年
- 救命医ハンク4 セレブ診療ファイル

2013年
- ゲーム・オブ・スローンズ シーズン1，2（エイモリー・ローチ、バリスタン・セルミー〈イアン・マッケルヒニー〉、サー・アリザー・ソーン、ブラッケン公、ホーダー）
- デスパレートな妻たち8

2014年
- 奇皇后 〜ふたつの愛 涙の誓い〜（パク・プルファ）
- ゲーム・オブ・スローンズ シーズン3，4（バリスタン・セルミー〈イアン・マッケルヒニー〉、サー・アリザー・ソーン、カール・ターナー〈バーン・ゴーマン〉、ブラッケン公、ホーダー）

2015年
- ゲーム・オブ・スローンズ シーズン5（バリスタン・セルミー〈イアン・マッケルヒニー〉、サー・アリザー・ソーン）

2016年
- フロム・ダスク・ティル・ドーン ザ・シリーズ（カルロス・マドリガル〈ウィルマー・バルデラマ〉）
- ゲーム・オブ・スローンズ シーズン6（ワイマン・マンダリー、サー・アリザー・ソーン、ホーダー）

2017年
- オレンジ・イズ・ニュー・ブラック（サム・ヒーリー〈マイケル・ハーネイ〉）

2019年
- ウォリアー（ワン・チャオ〈フーン・リー〉）
- Mr.イグレシアス（ゲイブ〈ガブリエル・イグレシアス〉）

2020年
- シットコム大運動会（ゲイブ〈ガブリエル・イグレシアス〉）

2022年
- ザ・リクルート（レスター・キッチンズ〈コルトン・ダン〉）

#### アニメ
- モンスター・ホテル（2012年、赤ひとつ目[52]）
- ミュータント タートルズ（2014年）
- 天才犬ピーボ博士のタイムトラベル（2015年）
- トランスフォーマー アーススパーク（2024年、サウンドウェーブ〈初代〉[53][注 1]）
- トランスフォーマー/ONE（2024年、サウンドウェーブ〈初代〉[54][10][11]）

### 映画
- 銀魂（2017年7月14日） - 天人の声

### その他コンテンツ
- 多数決ドラマ「キノの旅 -the Beautiful World- 廃墟の国」（2016年、ニコニコ生放送）ナレーション